# Francolinus africanus
Francolinus africanus là một loài chim trong họ Phasianidae.